# Hauenstein (Laufenburg)
Hauenstein ist seit dem 1. Januar 1972 ein Stadtteil von Laufenburg (Baden) im baden-württembergischen Landkreis Waldshut. Bis dahin war Hauenstein die kleinste Stadt Deutschlands.

## Geographie

### Geographische Lage
Der Ort liegt am Fuß des Felsrückens auf dem die Ruine der Burg Hauenstein steht – links und rechts der Straße – eingezwängt zwischen Fels und Hochrhein. Im Nordosten mündet der Mühlbach in den Rhein.

### Nachbarorte
Nachbarorte sind im Südwesten der Laufenburger Stadtteil Luttingen, im Nordwesten der Laufenburger Stadtteil Hochsal und die Gemeinde Albbruck mit dessen unmittelbar angrenzendem Ortsteil Albert im Nordosten. Im Südosten begrenzt der Rhein den Ort, der auch die Landesgrenze zur Schweiz ist.

## Geschichte

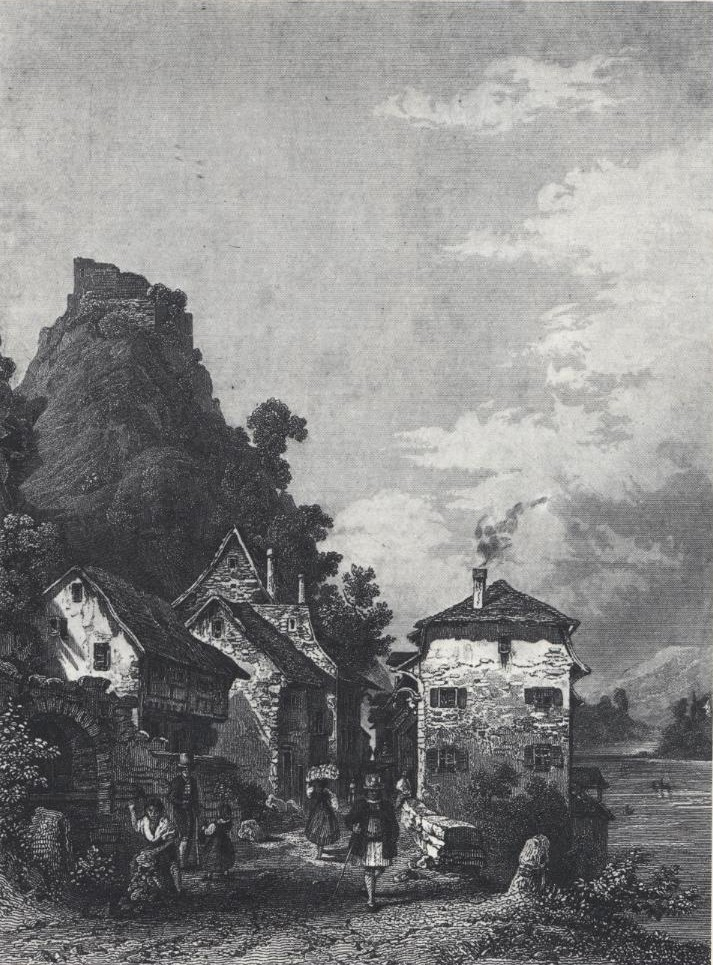
Burg und Stadt Hauenstein, Stahlstich aus dem Atelier Frommel in: Joseph Bader, Badenia, 1844

Hauenstein, in älteren Urkunden auch als Howinstein (1240), Howenstain (1258), Höwenstain (1289), Houwenstein (1350) bezeichnet, war einst Teil oder womöglich Sitz der Gaugrafen des Albgaues. Howenstein wird in einer Abschrift von 1383 des Urbariums von St. Blasien als Erwerbung von 1108 genannt. Mit Lutoldus de Howenstein wird das Geschlecht der Herren von Hauenstein 1215 in einer Urkunde erstmals erwähnt.

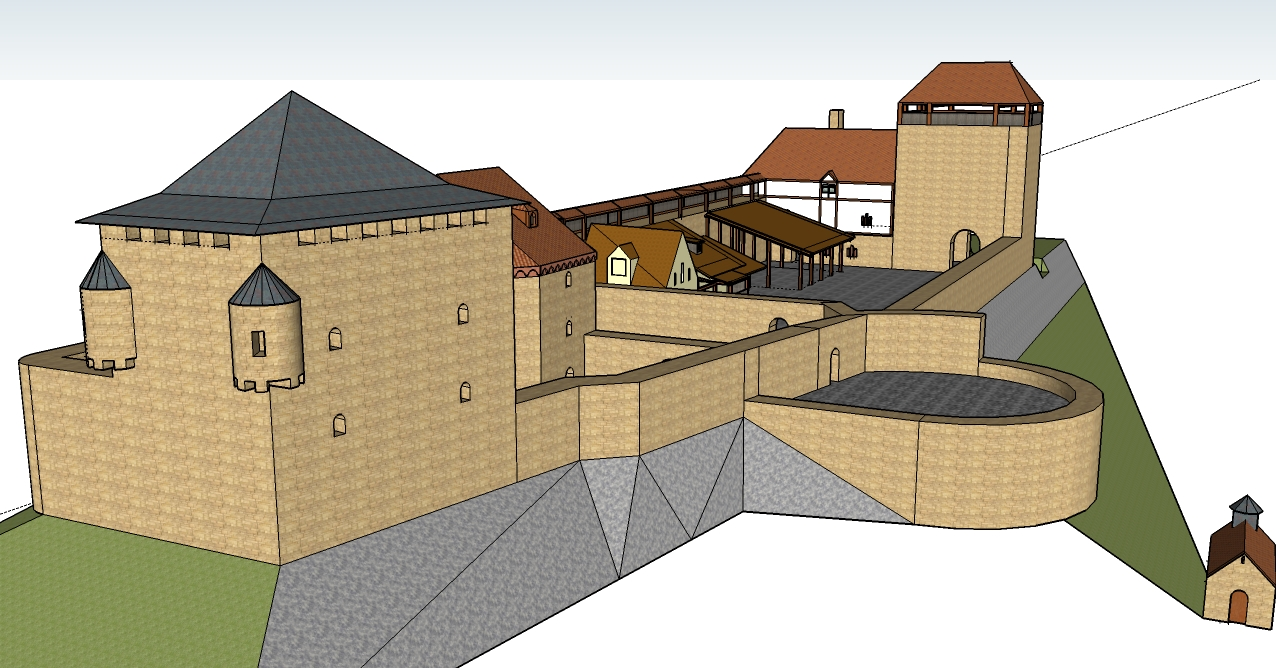
Modell der Burg Hauenstein

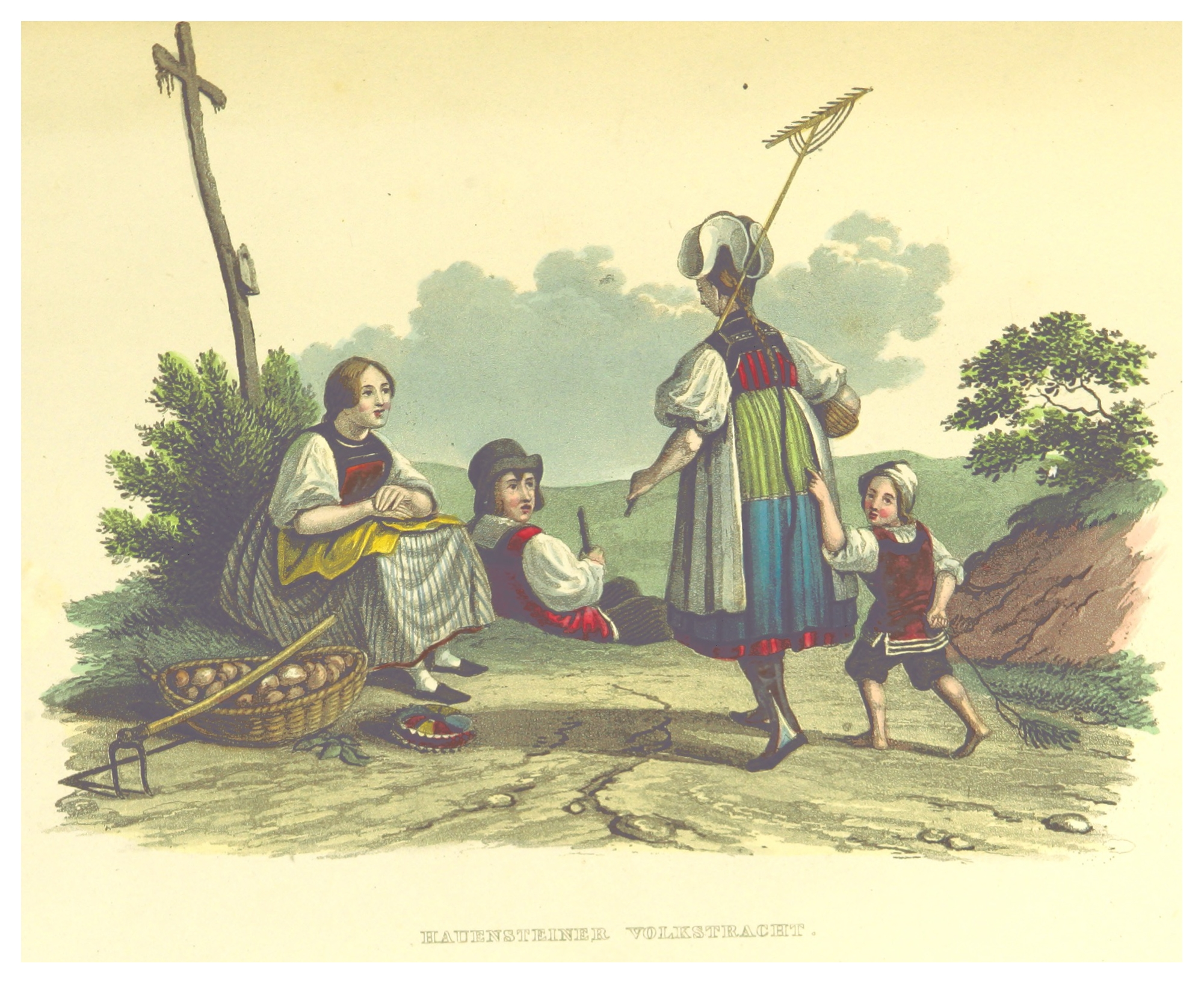
Bauern in der Hauensteiner Tracht (um 1840)

Frühe Erwähnungen der Stadt Hauenstein sind, im Gegensatz zur Burg Hauenstein, rar. Dies lässt sich durch den Umstand erklären, dass die Stadt Hauenstein kaum mehr als die Vorburg der Burg Hauenstein war. Die Stadt verfügte über ein „oberes“ und ein „unteres“ Tor und war somit befestigt. Teile der Stadtmauer sind heute noch in Form einer Hauswand vorhanden. Das Gebäude wurde einst außerhalb der Stadtmauer unter Einbeziehung dieser errichtet und kann deshalb heute nicht mehr ohne weiteres ausgemacht werden.
Hauenstein kam zur Zeit des deutschen Interregnums unter habsburgische Herrschaft und erhielt durch die Hauensteiner Einung von 1433 eine neue Verfassung, welche alle Hauensteiner zu gemeinsamer Verteidigung ihrer Rechte verpflichtete, Hauenstein war dabei Teil der Einung Hochsal. Die Stadt mit der dazugehörenden Burg Hauenstein war bis ins Jahre 1500 Sitz des Vorderösterreichischen Waldvogts. Hauenstein war Namensgeber der dortigen Herrschaft – später als Grafschaft Hauenstein bezeichnet.
Im Jahre 1317 erhielt Hauenstein das Stadtrecht, obgleich ihr wesentliche Merkmale fehlten, beispielsweise ein Stadtbann mit Gerichtshof, und bildete mit der dortigen Zollstation eine wichtige Einkommensquelle. Dieses Zollrecht, welches als Reichslehen den Habsburgern zustand, wurde mehrfach weiter verpfändet. So bestimmte Rudolf von Habsburg in einer Bemerkung in seinem Pfandrodel von 1281, dass der Zoll von Hauenstein den Bürgern von Säckingen zum Wiederaufbau der 1272 durch Brand zerstörten Stadtbefestigung zufallen sollte. Die Säckinger Bürger verkauften daraufhin das Pfandrecht am Hauensteiner Zoll an den Abt von St. Blasien. 1379 erlaubte Leopold von Österreich, Rudolf von Schönau, Hauenstein und den Schwarzwald aus der Pfandschaft des Klaus von Rheinfelden zu lösen. In einem Bericht an Karl den Kühnen als Pfandinhaber von 1471 wird die Stadt Hauenstein als ein „Marktflecken mit armseliger Bewehrung“ geschildert, welches über zwei Tore und zwei „Schlösser“ verfüge.
Mit den späteren Gründungen von Laufenburg (erstmals 1173 urkundlich erwähnt) und Waldshut (1249 gegründet) verlor die Stadt Hauenstein allmählich an Bedeutung.
Hauenstein gehörte bis 1805 als Teil der Einung Hochsal zur Landgrafschaft Breisgau danach zum Großherzogtum Baden. Bis zum 31. Dezember 1971 bestand die Stadt Hauenstein. Sie war die bis dahin kleinste Stadt Deutschlands, danach fiel sie im Zuge der Gemeindegebietsreform in Baden-Württemberg an die Stadt Laufenburg. In Hauenstein leben heute weniger als 100 Menschen.

## Wappen
„In Gold ein erniedrigter, oben gezinnter roter Balken, darüber balkenweise drei sechsstrahlige rote Sterne“.
„Ein Wappen des Geschlechts derer von Hauenstein aus der Zeit um 1280 finden wir auf einem Balken im "Schönen Haus" zu Basel: in Blau ein gelbes Schildhaupt mit drei achtstrahligen roten Sternen (Mattern, Wappenbalken). Das Siegel der beiden Brüder, der Ritter Johann und Ulrich von Howenstein, zeigt 1304 im Schildhaupt drei achtstrahlige Sterne nebeneinander. Edelknecht Henmann von Howenstein wird 1382 und 1391 "als oberster Vogt" des Markgrafen Rudolf III. von Hachberg, Herr zu Sausenberg und Roeteln, genannt. Sein Siegelbild ist im Schild ein oben gezinnter Querbalken auf dem Helm ein Brackenrumpf (Kinder von Knobloch). So ist das Wappen der ehemals kleinsten Stadt Deutschlands eine Kombination der beiden Siegelbilder. Es hat sich bis zur Eingliederung in die Stadt Laufenburg gehalten.“

## Bevölkerung und Religion

### Einwohner
Die Zahl der Einwohner von Hauenstein entwickelte sich wie folgt:
| Jahr | Einwohner |
| ---- | --------- |
| 1852 | 207       |
| 1871 | 160       |
| 1880 | 176       |
| 1890 | 152       |
| 1900 | 191       |
| 1910 | 216       |
| 1925 | 206       |

| Jahr | Einwohner |
| ---- | --------- |
| 1933 | 209       |
| 1939 | 160       |
| 1950 | 172       |
| 1956 | 160       |
| 1961 | 157       |
| 1970 | 151       |
| 2020 | 96        |

## Wirtschaft und Infrastruktur

### Verkehr
Durch den Ort verlief die B 34, bis diese durch die Bundesautobahn A 98 ersetzt wurde deren Strecke oberhalb des Ortes verläuft. Die durch den Ort führende Uferstraße ist nun Teil der L 154. Die  Hochrheinbahn führt direkt nördlich an der Burg Hauenstein vorbei und überquert mit einem Viadukt den Mühlbach, der hier in den Rhein mündet. Auf der Gemarkung des angrenzenden Albrucker Ortsteils Albert befindet sich die Bahnstation Albert-Hauenstein. An die Laufenburger Stadtbuslinien ist Hauenstein nicht angeschlossen.